# جوسيف فون ستيرنبيرغ
كان جوسيف فون ستيرنبيرغ (بالإنجليزية: Josef von Sternberg)  (و. 1894 – 1969 م) مخرجًا أمريكيًا نمساويًا، امتدت حياته المهنية الناجحة بين عصري السينما الصامتة والسينما الناطقة، عمل خلالها مع معظم الاستوديوهات الرئيسية في هوليوود. اشتهر ستيرنبيرغ بتعاونه السينمائي مع الممثلة مارلينه ديتريش في ثلاثينيات القرن العشرين، بما في ذلك فيلم ذا بلو آنجل (1930) ذائع السيط الذي أنتجته شركة باراماونت/يو إف إيه.
تُعد أفضل أعمال ستيرنبيرغ مشهورة بمؤلفاتها الصوتية الصارخة، وديكوراتها المبالغ بها، والتدرجات بين الضوء الظلام، والحركة العنيفة للكاميرا، وهو ما يضفي على المَشاهد صبغة عاطفية. يعود الفضل في بدء أفلام العصابات إلى ستيرنبيرغ، وذلك بعد إخراجه فيلم أندروورلد (العالم السفلي) (1927) الصامت. عادة ما تقدم سمات أفلام ستيرتبرغ مشاهد الكفاح البائس للفرد في سبيل الحفاظ على سلامته الشخصية إذ يضحي بنفسه من أجل الشهوة أو من أجل الحب.
تلقى ستيرنبيرغ ترشيحًا لجائزة الأوسكار لأفضل مخرج عن فيلمَي موروكو (المغرب) (1930) وشنغهاي إكسبرس (قطار شنغهاي) (1932).

## سيرة حياته

### نشأته وتعليمه
وُلد جوسيف فون ستيرنبيرغ باسم جوناس ستيرنبيرغ لعائلة يهودية أرثوذكسية فقيرة في مدينة فيينا، التي كانت في ذلك الوقت جزءًا من الإمبراطورية النمساوية المجرية. انتقل والده موسى ستيرنبيرغ، وهو جندي سابق في الجيش النمساوي المجري، عندما بلغ ابنه سن الثالثة إلى الولايات المتحدة الأمريكية بحثًا عن العمل. التحقت والدته، سيرافين ستيرنبيرغ (ستينغر قبل الزواج)، في عام 1901، بزوجها مصطحبة معها أطفالها، وكان ابنها جوسيف حينها في السابعة من عمره. نُقل عن فون ستيرنبيرغ قوله في وصف رحلة الهجرة: «احتُجزنا، عندما وصلنا إلى العالم الجديد، في جزيرة إليس، حيث فتشنا ضباطُ الهجرة كأننا قطيع من الماشية». التحق جوناس بإحدى المدارس العامة في الولايات المتحدة الأمريكية لمدة ثلاث سنوات، إلى أن عاد أفراد العائلة، ما عدا الأب موسى، إلى فيينا. حمل ستيرنبيرغ طيلة حياته ذكريات حية عن مدينة فيينا، وظل يشعر بالحنين لبعض «أسعد لحظات طفولته».
أصر الأب على تعليم ابنه اللغة العبرية، وفضّل تدريس ابنه التعاليم الدينية على العلوم المدرسية العادية. يذكر كاتب السيرة بيتر باكسر، مستشهدًا بمذكرات جوسيف ستيرنبيرغ، أن علاقة والديه كانت «بعيدة عن السعادة، إذ كان والده متسلطًا بلديًا، واضطرت والدته في النهاية إلى الهرب من المنزل للتخلص من معاملته السيئة لها». لعبت مصاعب الحياة المبكرة بما فيها «صدمات الطفولة» التي واجهها ستيرنبيرغ دورًا رئيسيًا في بناء الموضوعات الفريدة لأفلامه.

### بدايات حياته المهنية
عاد جوناس في عام 1908، عندما كان في سن الرابعة عشرة، إلى حي كوينز في نيويورك واستقر في الولايات المتحدة الأمريكية. بعد عام واحد من وصوله إلى كوينز، انقطع عن مدرسة جامايكا الثانوية، وبدأ العمل في العديد من المهن، بما في ذلك العمل صانعًا في محل لخياطة القبعات، وبائع حلي متجول، وعامل تخزين في مصنع دانتيل. تعلم ستيرنبيرغ مهنة صناعة المنسوجات المزخرفة، في سوق الجادة الخامسة للدانتيل، وزيّن بها الممثلات اللاتي عملن معه عندما بدأ مهنة الإخراج، واستخدمها أيضًا لتجميل الإعداد المسرحي لمشاهده.
في عام 1911، حين أصبح في سن السابعة عشرة، بدأ «جوسيف» العمل في شركة السينما العالمية في منطقة فورت لي بولاية نيوجرسي الأمريكية، واقتصر عمله فيها في بادئ الأمر على تنظيف تجهيزات الأفلام السينمائية وترقيعها وطلائها. عمل في فترات المساء عارضَ أفلام في صالات السينما. في عام 1914، بعد شراء شركة السينما العالمية من قبل الممثل والمنتج السينمائي وليام أ. برادي، تلقى ستيرنبيرغ ترقية لمنصب مساعد رئيسي، وأصبح مسؤولًا عن «كتابة ]شتى[ العناوين، وتحرير الأفلام بهدف تغطية النقص في شريط الفيلم»، وحصل عن عمله هذا على أول راتب من صناعة الأفلام.

## جوائز وترشيحات
حصل على جوائز منها:
- دويتشر Filmpreis  [لغات أخرى]‏.

ترشح لـ:
- جائزة الأوسكار لأفضل مخرج، عن عمل: المغرب
- جائزة الأوسكار لأفضل مخرج، عن عمل: قطار شنغهاي.

## وصلات خارجية
- جوسيف فون ستيرنبيرغ على موقع IMDb (الإنجليزية)
- جوسيف فون ستيرنبيرغ على موقع الموسوعة البريطانية (الإنجليزية)
- جوسيف فون ستيرنبيرغ على موقع مونزينجر (الألمانية)
- جوسيف فون ستيرنبيرغ على موقع ألو سيني (الفرنسية)
- جوسيف فون ستيرنبيرغ على موقع تيرنر كلاسيك موفيز (الإنجليزية)
- جوسيف فون ستيرنبيرغ على موقع أول موفي (الإنجليزية)
- جوسيف فون ستيرنبيرغ على موقع قاعدة بيانات الأفلام السويدية (السويدية)
- جوسيف فون ستيرنبيرغ على موقع إن إن دي بي (الإنجليزية)
- جوسيف فون ستيرنبيرغ على موقع قاعدة بيانات الفيلم (الإنجليزية)
- جوسيف فون ستيرنبيرغ على موقع كينوبويسك (الروسية)